# Grewia
- Commons
- Wikispecies

Grewia é um género botânico pertencente à família Malvaceae.

## Espécies
Algumas espécies:
- Grewia asiatica
- Grewia avellana
- Grewia biloba
- Grewia calymmatosepala
- Grewia carrissoi
- Grewia crenata
- Grewia damine
- Grewia eriocarpa
- Grewia flava
- Grewia flavescens
- Grewia hexamita
- Grewia hornbyi
- Grewia lasiocarpa
- Grewia milleri
- Grewia occidentalis
- Grewia pachycalyx
- Grewia retinervis
- Grewia schinzii
- Grewia similis
- Grewia stolzii
- Grewia sulcata
- Grewia tenax
- Grewia turbinata
- Grewia villosa

## Classificação do género
| Sistema | Classificação                      | Referência               |
| ------- | ---------------------------------- | ------------------------ |
| Linné   | Classe Gynandria, ordem Polyandria | Species plantarum (1753) |